# Jacob Rehnbom
Jacob Rehnbom (Rehnbaum) var en svensk domkyrkoorganist.

## Biografi
Jacob Rehnbom blev 10 april 1710 domkyrkoorganist i Kalmar domkyrkoförsamling, Kalmar. Han var 1711 kantor under en kort period. Rehnbom slutade 1717 som domkyrkoorganist i Kalmar.
Han fick tillsammans med sin hustru barnen Johan Hindrik (född 1710), Ingeborg (född 1712) och Andreas (född 1714).